# 時計寶
時計寶投資有限公司，簡稱時計寶投資，或時計寶（英語：Time Watch Investments Limited，港交所：2033），於1980年由董观明（主席及總裁）家族創立名為「偉明五金製品廠有限公司」。
業務於國內和全球經營生產及銷售各類手錶，而主要品牌為「天王表」以及「拜戈」，總部位於香港九龍永康街77號環薈中心27樓。
過去曾在2005年於新加坡交易所上市，但由於過往交投不活躍，而被以管理層方式私有化，於2011年6月20日除牌。
招股價為1.35港元，全球發行為6億股，而集資額為8.1億港元，而股份則在2013年2月5日於港交所主板上市，也就是由新加坡轉在香港資本市場。

## 天王錶
天王表是香港時計寶投資有限公司於1988年8月18日創立的品牌，总部位于深圳市光明区，多年來憑著敏銳的市場觸覺及大膽的錶款設計而深入民心。天王表主要的客戶都在中國內地，集團旗下的手錶從2011年起穩佔中國鐘錶行業11.1的市場百分比，在內地市場是最暢銷的品牌。
天王表的鐘錶產品都是走成熟穩重的風格。公司在成立前後引進了瑞士先進設備，同時亦諮詢了多名世界資深設計師，設計出了上百款品質卓越、精美絕倫的腕錶，同時在全國各地擴展分店。天王表現時在中國境內38各區開了4000多個零售點。

### 品牌系列
| MI-X     | 創         | 智能表 |
| MissOne  | 博雅       | 歆動   |
| Ms       | 名匠       | 滄海   |
| T-WING   | 天爵陀飛輪 | 藍鰭   |
| Twinkile | 尚－Shine  | 輪時代 |
| X        | 山河       | 金騎士 |
| X-MAN    | 征服者     | 鋒尚   |
| 傳奇     | 恆雋       | 鋒睿   |
| 儷姿     | 昆侖       | 雅仕   |
| 典韻     | 星辰       | 霏     |
| 領航     | 風雲       | 龍鳳   |

## 瑞士拜戈表 （BALCO）
瑞士拜戈表創立於1926年，是香港時計寶投資有限公司旗下的品牌。拜戈表是瑞士鐘錶業聯合會的會員之一，該品牌的手錶最大特點便是在瑞士製造，而目標客戶群是年輕人。

### 品牌系列
| 傾城         | 慧智金－尚品 | 競速 |
| 古董紀念     | 東方印象     | 經典 |
| 型動         | 機械         | 雅致 |
| 型幻東方印象 | 真情         |      |

## 連結
- TimeWatch.com.hk （页面存档备份，存于）
- 天王表 (Tian Wang) （页面存档备份，存于）
- 瑞士拜戈表 （BALCO） （页面存档备份，存于）